# Montrabot
Montrabot település Franciaországban, Manche megyében. Lakosainak száma 79 fő (2022. január 1.). Montrabot Cormolain, Sallen, Saint-Germain-d’Elle és Saint-Jean-d'Elle községekkel határos.

## Népesség
A település népességének változása:
| Lakosok száma | 109  | 86   | 88   | 84   | 70   | 73   | 85   | 92   | 96   | 79   |
|               | 1968 | 1982 | 1990 | 2006 | 2013 | 2015 | 2017 | 2019 | 2020 | 2022 |